# Фридрих Вильгельм Бранденбург-Шведтский
Фридрих Вильгельм Бранденбург-Шведтский (нем. Friedrich Wilhelm von Brandenburg-Schwedt; 17 декабря 1700, дворец Ораниенбаум близ Дессау — 4 марта 1771, замок Вильденбрух) — маркграф Бранденбург-Шведта из дома Гогенцоллернов.

## Биография
Фридрих Вильгельм — сын маркграфа Филиппа Вильгельма Бранденбург-Шведтского (1669—1711) и его супруги Иоганны Шарлотты Ангальт-Дессауской (1682—1750), дочери Иоганна Георга II Ангальт-Дессауского. В 1734 году женился на сестре прусского короля Фридриха II Софии Доротее Марии Прусской.
Фридриха Вильгельма называли «бешеный маркграф» за его постоянную готовность к авантюрным выходкам с привлечением подданных. За свою страстную любовь к охоте император Карл VI назначил его эрцегермейстером Священной Римской империи германской нации. При дворе Фридриха Вильгельма в 1730-е годы служил пажом Фридрих Вильгельм Зейдлиц, будущий генерал кавалерии Фридриха Великого. Маркграф умер в Вильденбрухе от сильного переохлаждения на рыбалке и был похоронен во Французской церкви Шведта.

## Дети
- София Доротея (1736—1798), вышла замуж за Фридриха Евгения Вюртембергского, мать императрицы Марии Фёдоровны;
- Елизавета Луиза (1738—1820), вышла замуж за своего дядю, брата Фридриха Великого Августа Фердинанда Прусского;
- Георг Филипп (1741—1742), наследный принц Бранденбург-Шведта
- Филиппина (1745—1800), вышла замуж за Фридриха II, ландграфа Гессен-Кассельского.
- Георг Фридрих Вильгельм (1749—1751), наследный принц Бранденбург-Шведта
- незаконный сын Георг Вильгельм фон Егерсфельд (1725—1797)